# Rofiac de las Corbièras
Rofiac de las Corbièras (en francès Rouffiac-des-Corbières) és un municipi del departament de l'Aude, a la regió d'Occitània.